# Eugène Devéria

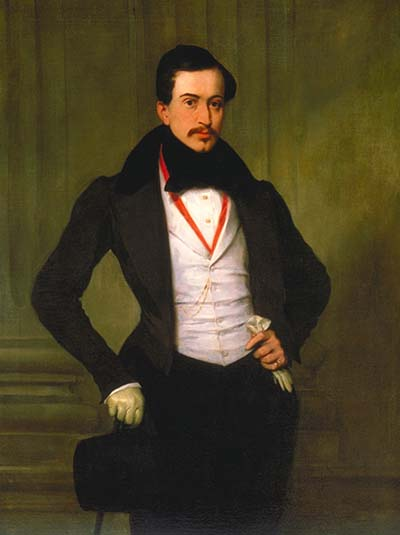
Retrato de Antoine Julien Meffre-Rouzan por Eugène Devéria (1833).

Eugène Francois Marie Joseph Devéria, (París, 22 de abril de 1805 - Pau, 3 de febrero de 1865) fue un pintor romántico y de historia francés. 
Fue alumno de Girodet-Trioson y de Guillaume Guillon Lethière así como de su hermano, Achille Devéria. Expuso por vez primera en el Salón de 1824 y conoció el éxito con El nacimiento de Enrique IV (La Naissance de Henri IV) en 1827. Con Eugène Delacroix y Louis Boulanger, es uno de los principales representantes del movimiento romántico francés en pintura. 